# Saint-Aubin-le-Monial

Saint-Aubin-le-Monial este o comună în departamentul Allier din centrul Franței. În 1 ianuarie 2022 avea o populație de 266 de locuitori.